# Fueyo
Fueyo (nombre oficial en asturiano Ḥueyo) es una aldea de la parroquia sierense de Tiñana. Tiene una población de 171 habitantes. La iglesia de Santa María de Tiñana se ubica en el centro de la aldea, junto a la casa de vecinos (casa San Antonio) y el bar del pueblo. Su código postal es 33199.

## Geografía
Por el pueblo no pasa ningún río importante, los únicos cursos de agua son algunos regueros que circulan por la aldea, aunque en su mayoría ya están secos por la actividad humana o el tiempo, debido a esta falta de ríos, esta la es única parte de Tiñana que no un sufre de inundaciones durante las crecidas del río Nora (que pasa por el resto de la parroquia). Es la parte más montañosa de Tiñana, ocupa la mayor parte del pico Suanu. 

## Fiestas
- La fiesta de Santa María de Tiñana, la principal del pueblo, se celebra entre el 22 y el 25 de julio, en un prado algo más abajo de la iglesia.
- La fiesta de San Antonio, se celebra en junio en la propia iglesia. La fiesta de 2023 ha sido de carácter recaudativo, se han vendido pasteles y chorizos para financiar la reparación de la casa San Antonio, a la que le había caído un árbol y el ayuntamiento no la había reparado.[3]

## Parques
Un pequeño parque puede encontrarse algo más encima de la iglesia. El parque consiste de una pequeña zona de niños, una cancha de baloncesto/fútbol y unos bancos. 
Además, existe más arriba, por la montaña, un recinto de propiedad particular pero abierto a todo el mundo, apodado el "Prau Moncloa" que funciona como parque y zona recreativa.